# Muharice
Muharice su porodica ptica iz reda  Vrapčarki (Passeriformes). Ima 330 vrsta. Dijeli se na dvije potporodice od kojih svaka ima niz rodova s većim brojem vrsta u rodovima. 

## Neke vrste muharica
- Erithacus rubecula - Crvendać
- Ficedula albicoliis - Bjelovrata muharica
- Ficedula hypoleuca - Šarena muharica
- Ficedula parva - Mala muharica